# Idiataphe amazonica
Idiataphe amazonica is een libellensoort uit de familie van de korenbouten (Libellulidae), onderorde echte libellen (Anisoptera).
De wetenschappelijke naam Idiataphe amazonica is voor het eerst geldig gepubliceerd in 1889 door Kirby.